# تنگ ماهی (گفتگو)
{{تکالیف دانشگاهی/ استاد علی طیبی/ دانشگاه تهران}}
مکالمه تنگ ماهی (Fishbowl) شکلی از گفتگو است که می تواند هنگام بحث در مورد موضوعات در گروه های بزرگ مورد استفاده قرار گیرد. مکالمات تنگ ماهی گاهی اوقات در رویدادهای مشارکتی مانند عدم کنفرانس نیز استفاده می شود. مزیت تنگ ماهی این است که به کل گروه اجازه می دهد در یک مکالمه شرکت کنند. افراد مختلفی می توانند به بحث بپیوندند. در واقع تکنیک‌ تنگ ماهی (Fishbowl) راهی است برای قادر ساختن یک گروه بزرگ برای مشارکت در یک مکالمه با این توصیف که اغلب افراد در این گفتگو مشارکت داشته باشند و افراد را به صورت غیر مستقیم وادار به مشارکت در گفتگو می‌گند. تنگ ماهی برای تهویه موضوعات داغ یا به اشتراک گذاری ایده ها یا اطلاعات از دیدگاه های مختلف مفید است. تنگ ماهی تقریباً همیشه بخشی از یک فرآیند بزرگتر گفتگو و مشورت است.

## روش و شیوه انجام تنگ ماهی
تسهیل و نظم بر بحث گروهی اصلی متمرکز است. در واقع وجود افراد کمتر مساوی است با تسهیل کردن آسان تر. فعالیت تنگ یا کاسه ماهی برای مدیریت بحث گروهی استفاده می شود. ایده کلی این است که به جای اینکه یک گروه بزرگ در مورد چیزی بحثی آزاد داشته باشد، که رسیدگی به آن دشوار است و اغلب فقط به نفع چند شرکت کننده فعال است، یک گروه کوچکتر برای بحث جدا می شوند در حالی که بقیه افراد شرکت کنندگان بیرون می نشینند و بدون وقفه مشاهده می کنند و افراد داخل بحث میزان مشارکت خود را بواسطه اینکه تماشاگران آنان را نظاره می‌کنند، بیشتر کرده و بحث و گفتگو پیشرفت می‌کند. 
چیدمان اتاق یکی از ویژگی های مهم مکالمه تنگ ماهی است.
تعدادی صندلی (چهار تا هشت و به طور سنتی پنج) در یک دایره داخلی چیده شده اند و تنگ ماهی اینگونه است که صندلی های باقی مانده به صورت دایره های متحدالمرکز در خارج از کاسه ماهی چیده شده اند. 
چند شرکت کننده برای پر کردن کاسه ماهی و شروع مکالمه انتخاب می شوند و همراه با یک تسهیل کننده یا ناظم در داخل تنگ می نشیندند؛ در حالی که بقیه گروه روی صندلی های بیرون تنگ ماهی می نشینند. 
بسته به نحوه برنامه ریزی تنگ ماهی، ممکن است در یک تنگ ماهی باز ، یک صندلی خالی بماند و در یک تنگ ماهی بسته ، همه صندلی ها پر شوند.  تسهیل کننده یا ناظم موضوع را معرفی می کند.  معمولاً مجری بحث را با طرح یک سؤال از افراد حاضر در تنگ ماهی باز می کند تا یک گفتگوی آزاد آغاز شود. با این حال، در برخی موارد، شرکت‌کنندگان، به‌ویژه اگر به‌ عنوان متخصص دعوت شده باشند، ممکن است هر کدام یک ارائه کوتاه در مورد موضوع بحث قبل از ورود به یک گفتگوی آزادتر ارائه دهند. شرکت کنندگان شروع به بحث در مورد موضوع می کنند. حضار خارج از تنگ ماهی به بحث گوش می دهند.
در یک تنگ ماهی باز، هر یک از مخاطبان می توانند در هر زمان، صندلی خالی را اشغال کنند و به تنگ ماهی بپیوندند. وقتی این اتفاق می افتد، یکی از اعضای موجود تنگ ماهی باید داوطلبانه تنگ ماهی را ترک کند و یک صندلی آزاد کند. بحث با شرکت کنندگان که مکرراً وارد تنگ ماهی می شوند و از آن خارج می شوند ادامه دارد. بسته به تعداد مخاطبان ، بسیاری از مخاطبان می توانند مدتی را در تنگ ماهی بگذرانند و در بحث شرکت کنند. وقتی زمان تمام می شود، تنگ ماهی بسته می شود و مجری بحث را خلاصه می کند و به این ترتیب هم بحث داخل تنگ ماهی داغ‌تر می‌شود و هم افراد نظرات خود را ارائه داده و زمانی که حس می‌کنند صحبتشان تمام شده و یا صحبت‌های مهم تری خارج از تنگ ماهی در انتظار است صندلی خود را به شخصی که نظرات دیگری دارد و خارج از تنگ ماهی‌است داده و تنگ ماهی را ترک می‌کند.
یک تغییر فوری، داشتن تنها دو صندلی در گروه مرکزی است. وقتی یکی از مخاطبان می‌خواهد به مکالمه دو طرفه بپیوندد، جلو می‌آیند و در زمانی که صحبت نمی‌کنند، روی شانه فردی که می‌خواهند جایگزینش کنند ضربه می‌زنند (ممکن است ضربه زدن با روش دیگری جایگزین شود که همین کار را انجام دهد. به عنوان مثال ایستادن رو به روی شخصی که باید جایگزین شود و یا هر روشی که نشانگر این موضوع باشد که خواهان جایگزینی با او هستید). سپس فرد ضربه خورده باید به دایره های بیرونی برگردد و با فرد جدید جایگزین شود که در جای خود مکالمه را ادامه می دهد.
در یک تنگ ماهی بسته، شرکت کنندگان اولیه برای مدتی صحبت می کنند. وقتی زمان تمام می شود، تنگ ماهی را ترک می کنند و گروه جدیدی از حضار وارد تنگ ماهی می شوند. این تا زمانی ادامه می یابد که بسیاری از مخاطبان مدتی را در تنگ ماهی سپری کنند. هنگامی که گروه نهایی به نتیجه رسید، ناظم تنگ ماهی را می بندد و بحث را خلاصه می کند.
تنگ ماهی در ایران و روش‌های مشابه با آن:
در ایران روش‌های مشابه همین روش موجود است که اغلب افراد نام این روش به گوششان خورده و روشی است در ایران جاگزین تنگ ماهی شده و یا چه بسا همین روش با تغییراتی جزئی است. این روش همانند تنگ ماهی به دنبال تبادل ایده و نظر در مورد یک موضوع خاص است. می توان آن را به عنوان نوعی پویایی تعریف کرد که در آن اعضا فرصت یکسانی برای استدلال نظرات خود داشته باشند.
ایده‌های جدید به ایده قبلی اضافه می شود که در میزگرد هیچ درجه ای از اهمیت یا سلسله مراتب در بین افراد تشکیل دهنده آن وجود ندارد ، زیرا هر یک از حقوق مشارکت یکسان را دارند. ناظم پویایی و حفظ نظم را برای تسهیل حق سخنرانی سخنرانان بر عهده دارد.
از طرف دیگر ، میزگرد دارای ساختاری است که اجازه می دهد بحث به صورت منسجم و سازمان یافته انجام شود. بنابراین از یک ارائه ، توسعه استدلال ها ، یک دور سوال و جواب و در نهایت یک نتیجه گیری تشکیل شده است. همه قوانین پویایی قبل از شروع طوفان مغزی ایجاد و پذیرفته می شوند. یکی از اصلی ترین خصوصیات میزگرد این است که بحث در مورد مباحث از طریق زبان شفاهی انجام می شود. با این حال ، مجری و اعضا می توانند نظرات مختلفی را که بقیه اعضا دارند ، ذکر کنند و سپس بر یک نکته خاص تأکید می کنند. در مورد تعداد اعضا ، میزگرد می تواند از چهار تا شش عضو به علاوه مجری یا راهنمای بحث تشکیل شود. اعضا همیشه متخصص موضوعات نیستند ، اما در مورد آن آگاهی دارند. ضروری است که هر فرد به قوانین تعیین شده احترام بگذارد.
علاوه بر اعضا و مجری ، عموم مردم یا مخاطبان نیز هستند که شنوندگانی هستند که حضور در میزگرد را انتخاب کرده اند.
موضوع
میز گرد برای بحث در مورد هر نوع موضوعی که مورد علاقه عمومی باشد مورد استفاده قرار می گیرد. بنابراین ، ایده ها و نظرات در مورد سیاست ، اقتصاد ، جامعه ، بهداشت ، فرهنگ ، هنر ، آموزش ، مذهب ، محیط ، جنسیت ، فن آوری و غیره می تواند مورد استدلال قرار گیرد.
صحنه
مرحله مکان ویژه ای است که در آن تصمیم گرفته شده است میز دور برگزار شود. این برنامه آماده شده و هر آنچه لازم است را دارد تا اعضا بتوانند مداخله کنند ، تا هماهنگ کننده بتواند صحبت کند و مردم بتوانند از بحث و گفتگو لذت ببرند.
مداخلات
میزگرد بدون مداخلات مختلف مورد نیاز اعضای آن چنین نخواهد بود. این مداخلات با توجه به تغییراتی که هماهنگ کننده به هر یک از اعضا داده است انجام می شود.
فن آوری
عنصر اصلی میزگردهای امروزی فناوری است. برای اینکه بحث به نحو احسن انجام شود ، از میکروفون ، چراغ و احتمالاً تلویزیون
نتیجه
نتیجه گیری اختتامیه میزگرد است. این مرحله پس از پاسخگویی به سوالات مخاطبان و مجری توسط سخنرانان آغاز می شود.
این دقیقاً مجری یا راهنمای بحث است که مهمترین نکات موضوع را خلاصه می کند و توسعه می یابد و گزینه های دیگری را ارائه می دهد.

## شرکت کنندگان تنگ ماهی
تکنیک تنگ ماهی برای 20 تا 50 شرکت کننده بهترین است و 3-6 نفر برای شروع گفتگو انتخاب می شوند.

## زمان تقریبی
هر کاسه و یا تنگ ماهی معمولاً 1-2 ساعت کار می کند( دقت شود که این زمان به این دلیل انتخاب شده است که بیشتر از مدت زمان معین، بحث طولانی تر شده و ممکن است موجب کاهش تاثیر و جذابیت گفتگو شود).

## موارد استفاده
از مکالمات کاسه یا تنگ ماهی می توان برای به اشتراک گذاشتن اطلاعات و ترویج گفتگو بین شرکت کنندگان با تمرکز کل گروه ها بر بحث هایی که بین یک گروه کوچک و چرخشی انجام می شود، استفاده کرد. آنها به طور فزاینده ای در کنفرانس، کارگاه و جلسات تالار شهر به عنوان جایگزینی برای ارائه های سنتی توسط کارشناسان یا جلسات پرسش و پاسخ و بحث های میزگرد استفاده می شوند. همچنین هنگامی که افراد وسط، مقامات دولتی یا سایر تصمیم گیرندگان هستند، این تکنیک می تواند به شفافیت در فرآیند تصمیم گیری و افزایش اعتماد و درک در مورد مسائل پیچیده کمک کند. به علاوه برای تقویت مشارکت پویا، پرداختن به موضوعات بحث برانگیز و جلوگیری از ارائه طولانی استفاده میشود.

## مزایا
مزیت مکالمه تنگ ماهی این است که 
- برای گروه های بزرگ مناسب است.
- تمایز بین سخنرانان و مخاطبان را کاهش می دهد.
- تنگ ماهی های باز اغلب بسیار دموکراتیک دیده می شود، زیرا شرکت در بحث برای همه اعضا در هر زمان آزاد است و این امر این باعث محبوبیت تنگ ماهی در جلسات و کنفرانس های گروهی مشارکتی شده است.
- یک روش همه کاره است که به راحتی قابل تطبیق است.
- روش خوبی برای بحث در مورد موضوعات بحث برانگیز است؛ جایی که ممکن است تعدادی دیدگاه متفاوت و قوی وجود داشته باشد.
- تمایز بین سخنران دعوت شده و مخاطب را ایجاد می کند.
- می‌تواند جایگزین جذابی برای ارائه‌های پاورپوینت یا بحث‌ های پانل باشد، زیرا می‌تواند به شرکت‌کنندگان متخصص بستری برای به اشتراک گذاشتن دیدگاه‌های خود و در عین حال حفظ فرصت‌های تعامل ارائه دهد.
- گوش دادن فعال را ترویج می کند زیرا هر یک از مخاطبان پتانسیل این را دارند که در بحث شرکت کنند.

## معایب
معایب مکالمه تنگ ماهی این است که
- انجمنی نیست که افراد درونگرا یا خجالتی تمایل به مشارکت داشته باشند. برای گنجاندن آن‌ها، می‌توان گفت‌وگو را به گروه‌های بسیار کوچک‌تری تقسیم کرد تا در بحث درباره موضوع احساس راحتی کنند. نظرات آنها را می توان از طریق یک تمرین گردهمایی پس از آن یا با رای گیری زنده در مورد نظر افرادی که ارزش دارند یا می خواهند جایگزین شوند (از طریق نمایش غیر فنی یا کف زدن یا یک برنامه رای گیری زنده دیجیتال) جمع آوری شوند.
- موفقیت این روش می‌تواند کاملاً وابسته به تسهیل‌گر باشد که اطمینان حاصل کند که افراد، چه کسانی که در تنگ ماهی شروع می‌کنند یا به بحث می‌پیوندند، بر مکالمه تسلط نداشته باشند یا آن را از مسیر اصلی خارج نکنند.
- تنگ های ماهی احتمالاً به اجماع نمی‌رسند، اما بهتر است برای ایجاد گفتگو بین شرکت‌کنندگان استفاده شوند.

## توصیه هایی برای استفاده از این روش
- برای اجرای تنگ ماهی با سازمان دهندگان رویداد موافقت کنید.

- از قبل با هرکسی که به طور خاص می خواهید در کاسه ماهی شرکت کند، ارتباط برقرار کنید و توضیح دهید که این فرآیند چگونه کار می کند و نقش آنها چیست.

- مطمئن شوید که در فضای فیزیکی فراهم شده بتوانید تنگ ماهی را اجرا کنید.
- برای شروع، نمایندگان را دعوت کنید تا جلوتر بنشینند، برای گروه توضیح دهید که این روند چگونه کار خواهد کرد، و با یک سوال تحریک آمیز صحبت را باز کنید و از نمایندگان حاضر در تنگ ماهی برای اظهار نظر دعوت کنید و نیز به جز نمایندگان به تحریک سایر افراد نیز بپردازید تا بتوانند ایده‌ها و سخنانشان را در ذهنشان ایجاد کنند و خواهان جایگزینی با افراد داخل تنگ ماهی شوند و تنگ ماهی فعالیت بیشتری داشته باشد.
- حدود 5 تا 10 دقیقه برای بحث در گروه اصلی وقت بگذارید، قبل از اینکه 10 دقیقه دیگر برای سؤالات صحبت کنید.
- به گروه اصلی یک محدودیت زمانی بدهید که پس از آن ناظران می توانند در مورد بخش خاصی از بحث سؤال یا نظر بدهند، اینکار موجب می‌شود نظرات مهم تر را بیان کنند و گفتگو کسل کننده نشود و نیز از بحث دور نشویم
- از ناظران دعوت کنید تا به بحث بپیوندند یا جای خود را با یکی از گروه های اصلی عوض کنند تا بحث کنندگان در حال چرخش باشند.
- پس از مدت زمان معینی گروه ها را عوض کنید تا ناظران اکنون بحث کنند در حالی که بحث کنندگان اکنون مشاهده می کنند. پس از بحث گروه دوم، آنها را وادار کنید تا در مورد بحث های یکدیگر فکر کنند.

## تغییرات
این گروه را می توان به دو گروه فرعی کوچکتر و مجزا تقسیم کرد (مانند مردان و زنان، یا شرکت کنندگان بزرگتر و جوانتر)، که به طور جداگانه تشکیل جلسه می دهند و سه تا چهار سؤال برای گروه دیگر ارائه می دهند که روی کارت نوشته شده است. شرکت‌کنندگان دوباره گرد هم می‌آیند، کارت‌ها را رد و بدل می‌کنند و دو دایره تشکیل می‌دهند که یک زیرگروه در زیرگروه دیگری قرار دارد و هر دو به سمت داخل هستند. گروه داخلی یک سوال را می خوانند و درباره آن بحث می کنند، در حالی که آنهایی که در دایره بیرونی هستند گوش می دهند اما صحبت نمی کنند. هر سوالی به این شکل مورد بحث قرار می گیرد و مطمئن می شود که همه افراد در حلقه داخلی فرصتی برای صحبت دارند. سپس دایره ها برعکس می شوند. سوالاتی که گروه ها ایجاد می کنند می تواند در مورد یک موضوع باشد یا خیر، بنا به تشخیص ناظم. این نسخه یک بازی مهمانی خوب برای گروه های سی تا شصت نفره است. 
یک مشتق دیگر این است که تنگ ماهی برای مدت معینی مانند نیم ساعت کار کند. ناظم بحث را در دایره تنگ ماهی متوقف می کند و از کسانی که در حلقه داخلی نیستند دعوت می کند تا افکار و نظرات خود را در مورد آنچه در حلقه داخلی می شنوند ارائه دهند با این کار حاضران با اشتیاق و حوصله بیشتری کار را دنبال می‌کنند.
تغییر دیگر استفاده از فناوری، مانند Cover It Live ،  برای افزایش مشارکت است. این به همه شرکت‌کنندگان در دایره بیرونی این فرصت را می‌دهد تا افکار خود را در انجمن عمومی آنلاین بدون نیاز به نوبت انتظار به اشتراک بگذارند. انجمن آنلاین نیز در اتاقی پیش بینی شده است تا دایره داخلی از آن به عنوان نقطه صحبت اضافی یا ایده های ساختمانی استفاده کند. این تنوع به محیطی اجازه می دهد که از برون گراها و درون گراها پشتیبانی کند (برونگراها در مقابل گروه صحبت می کنند، درونگراها افکار خود را در انجمن عمومی آنلاین به اشتراک می گذارند). در این تغییر، یک صندلی داغ (یا صندلی باز) نیز برای شرکت کنندگان دایره بیرونی موجود است تا بتوانند در هر زمان به تنگ ماهی (دایره درونی) بپیوندند و در صورت نیاز افکار خود را به صورت شفاهی به اشتراک بگذارند.
تنگ ماهی معمولاً به عنوان یک روش آموزشی در مدارس اواخر ابتدایی و متوسطه به عنوان جایگزینی برای بحث سنتی در گروه های بزرگ استفاده می شود. در این موارد، مربیان معمولاً از قالب بسته ماهی استفاده می‌کنند، و دایره مرکزی معمولاً گسترده می‌شود تا به همه دانش‌آموزان اجازه دهد در یک دوره کلاس واحد شرکت کنند. 